# جزیره سیووچی کامنی
جزیره سیووچی کامنی (انگلیسی: Sivuch'i Rocks) یک جزیره در سرزمین خاباروفسک کشور روسیه است.